# ジャパンエンジンコーポレーション
株式会社ジャパンエンジンコーポレーション（Japan Engine Corporation）は、兵庫県明石市に本社を置く発動機メーカー。主力製品は主機用大型ディーゼル機関。旧社名は神戸発動機株式会社（こうべはつどうき、Kobe Diesel Co., Ltd.）。

## 概要
元来島グループの一員だったが、同グループ解体後は暫く地元・神戸の山田地建の傘下に入っていた。その後、同社の経営不振等から三菱重工や三井物産が国内の投資ファンドと結束して元筆頭株主だった山田地建から合計4割程度取得し、実質的な経営権を掌握した。

## 事業所
- 本社･工場 - 兵庫県明石市二見町南二見1番地
- 東京支社 - 東京都港区新橋3丁目1番11号 長友ランディックビル4階
- 今治営業所 - 愛媛県今治市北宝来町1丁目5番地3 真栄美ビル5階

## 沿革
- 1910年11月 - 合名会社神戸発動機製造所創業。日本における最初のボーリンダ―型石油発動機の製造を開始。
- 1920年6月 - 株式会社神戸発動機製造所に組織変更。
- 1952年6月 - 神戸発動機株式会社に商号変更。
- 1961年10月 - 大阪証券取引所上場。
- 1985年10月 - 来島グループに入る。
- 1989年3月 - 山田地建が親会社となる。
- 2004年3月 - 三菱重工、三井物産などを割当先とする第三者割当増資を実施
- 2013年7月 - 大阪証券取引所と東京証券取引所の現物株市場統合に伴い、東京証券取引所第2部に上場。
- 2013年10月 - 三菱重工の会社分割により、三菱重工舶用機械エンジン株式会社（現・三菱重工マリンマシナリ株式会社）が筆頭株主となる。
- 2017年4月 - 三菱重工舶用機械エンジン株式会社より舶用エンジン事業を承継し、株式会社ジャパンエンジンコーポレーションに商号変更。
- 2017年8月 - 三菱重工マリンマシナリ株式会社が保有株式を三菱重工に譲渡[1]。
- 2018年9月 - 三菱重工が株式の10%を名村造船所に譲渡[2]。